# Mirella Giai
Mirella Giai (15 de agosto de 1929 - 20 de abril de 2023) foi uma política italiana. Giai foi senadora da República Italiana de 2008 a 2013.